# 아난역
아난역(일본어: 阿南駅 あなんえき[*])은 일본 도쿠시마현 아난시에 위치한 시코쿠 여객철도 무기 선의 철도역이다. 역 번호는 M12이며, 상대식 승강장 2면 2선의 구조를 갖춘 지상역이다.

## 타는 곳
| 1 | ■ 무기 선 | 상행 | 미나미코마쓰시마 · 도쿠시마 방면        |
| 1 | ■ 무기 선 | 하행 | 히와사 · 무기 · 가이후 방면 (일부)      |
| 2 | ■ 무기 선 | 하행 | 히와사 · 무기 · 가이후 방면             |
| 2 | ■ 무기 선 | 상행 | 미나미코마쓰시마 · 도쿠시마 방면 (일부) |

## 이용 현황
| 연도     | 이용 인원 | 연도     | 이용 인원 |
| 1995년도 | 1,710     | 2003년도 | 1,278     |
| 1996년도 | 1,639     | 2004년도 | 1,327     |
| 1997년도 | 1,521     | 2005년도 | 1,354     |
| 1998년도 | 1,498     | 2006년도 | 1,357     |
| 1999년도 | 1,458     | 2007년도 | 1,310     |
| 2000년도 | 1,384     | 2008년도 | 1,300     |
| 2001년도 | 1,343     | 2009년도 | 1,212     |
| 2002년도 | 1,285     | 2010년도 | 1,213     |
| -------- | --------- | -------- | --------- |

## 역 주변
- 아난 시청
- 아난 시 문화회관
- 도쿠시마 현 아난 보건소
- 도쿠시마 지방 재판소 · 가정 재판소 아난 지부
- 아난 간이 재판소
- 아난 공원
- 아난 시립 아난 도서관
- 아난 시민 회관
- 아난 시 상공업 진흥센터
- 아난 상공회의소

## 인접 역
| 시코쿠 여객철도 무기 선         | 시코쿠 여객철도 무기 선              | 시코쿠 여객철도 무기 선     |
| ------------------------------- | ------------------------------------ | --------------------------- |
| M 09 하노우라 도쿠시마 방면     | 특급 '무로토' · '홈 익스프레스 아난' | 구와노 M 15 가이후 방면     |
| M 11 아와나카시마 도쿠시마 방면 | 보통                                 | 미노바야시 M 13 가이후 방면 |